# Пам'ятне (Ніжинський район)
Па́м'ятне  (до 1947 - хутір при залізничній станції Крути) — село в Україні, у Крутівській сільській громаді Ніжинського району Чернігівської області. До 2016 орган місцевого самоврядування — Печівська сільська рада.

## Історія
Село виникло як пристанційне селище після відкриття у грудні 1868 року залізниці Курськ-Бровари та відкриття станції Крути. Від початку мало також назву Крути. Зміна назви відбулася після 1947 року.
Неподалік знаходиться залізнична станція Крути та селище Крути.

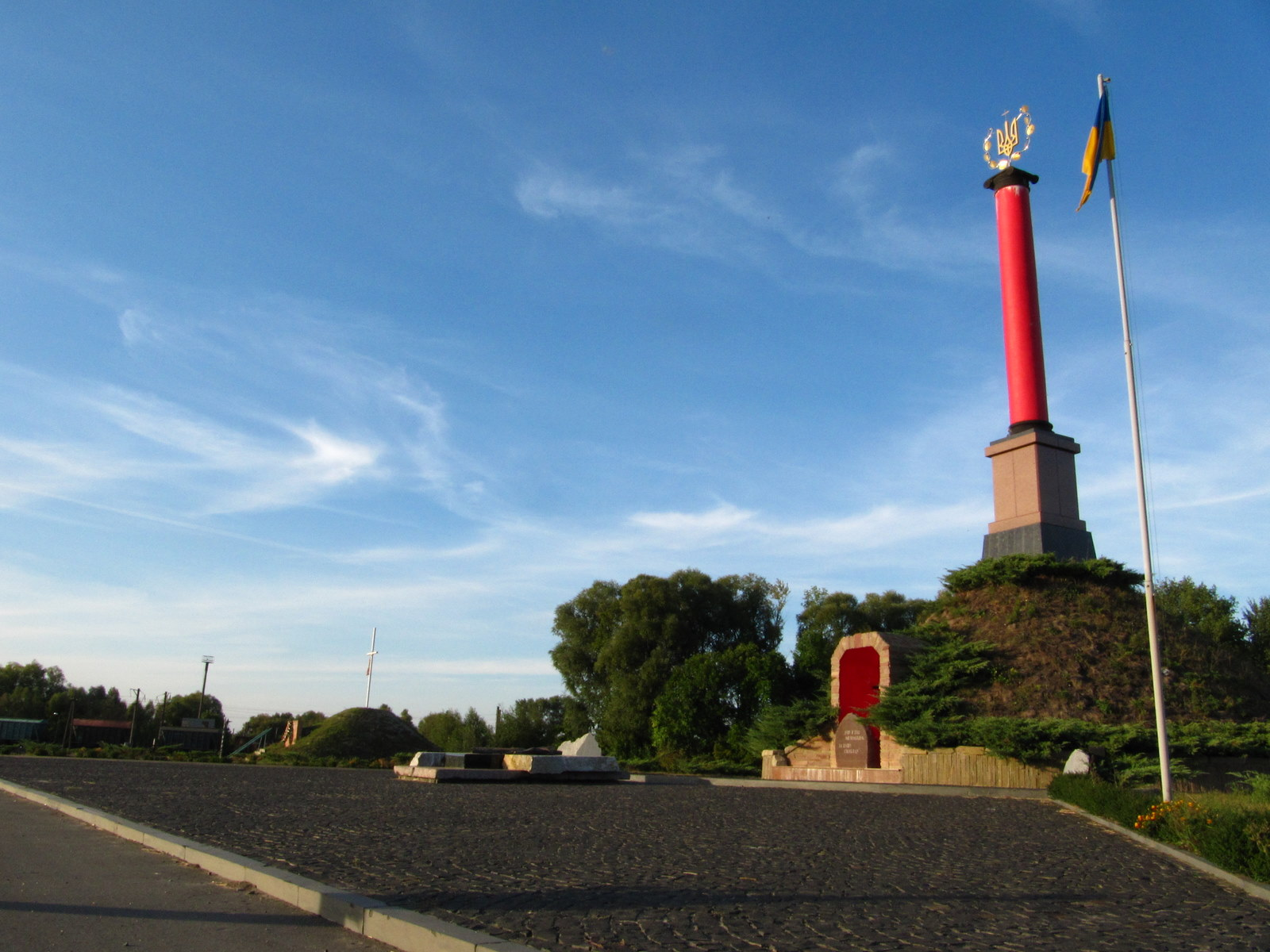
Kruty Heroes Memorial in 2010

Біля села розташований Меморіал пам'яті героїв Крут.
12 червня 2020 року, відповідно до розпорядження Кабінету Міністрів України № 730-р «Про визначення адміністративних центрів та затвердження територій територіальних громад Чернігівської області», увійшло до складу Крутівської сільської громади.
19 липня 2020 року внаслідок адміністративно-територіальної реформи та ліквідації Ніжинського району село увійшло до складу новоутвореного Ніжинського району.

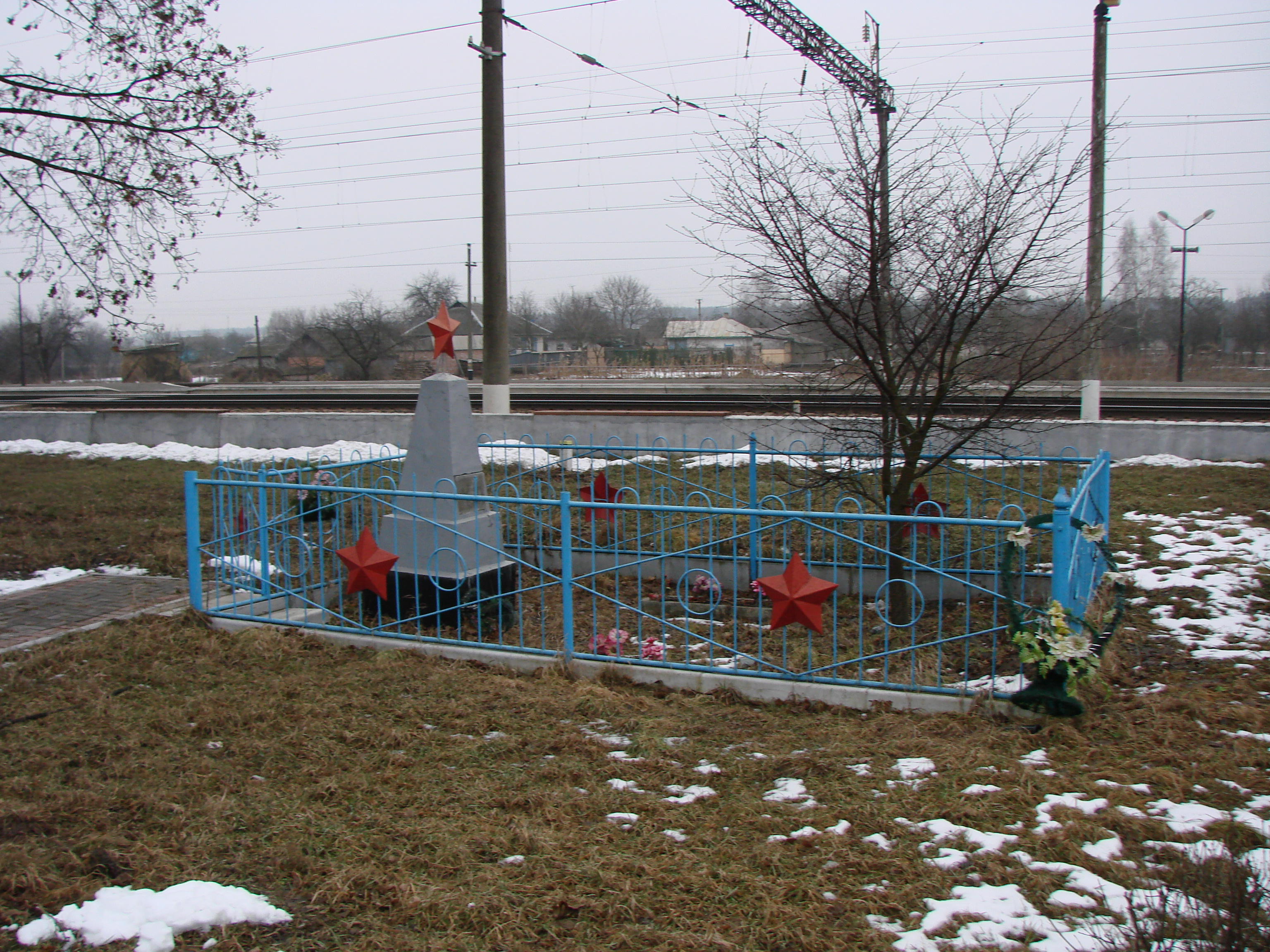
Братська могила 5 радянських воїнів та партизан, які загинули під час визволення села у вересні 1943р. та пам’ятний знак воїнам-односельчанам, с. Пам’ятне, біля залізничного вокзалу

## Населення

### Мова
Розподіл населення за рідною мовою за даними перепису 2001 року:
| Мова       | Кількість | Відсоток |
| ---------- | --------- | -------- |
| українська | 386       | 96.26%   |
| російська  | 14        | 3.49%    |
| білоруська | 1         | 0.25%    |
| Усього     | 401       | 100%     |